# Campeonato Europeu de Halterofilismo de 2017
O Campeonato Europeu de Halterofilismo de 2017 foi a 96ª edição do campeonato, sendo organizado pela Federação Europeia de Halterofilismo, na Arena Gripe, em Split, na Croácia, entre 2 a 8 de abril de 2017. Foram disputadas 16 categorias (8 masculino e 8 feminino).

## Medalhistas

### Feminino
| Evento    | Ouro                         | Ouro      | Prata                                | Prata     | Bronze                               | Bronze    |
| até 48 kg | até 48 kg                    | até 48 kg | até 48 kg                            | até 48 kg | até 48 kg                            | até 48 kg |
| --------- | ---------------------------- | --------- | ------------------------------------ | --------- | ------------------------------------ | --------- |
| Arranque  | Monica Csengeri · Roménia    | 85 kg     | Anaïs Michel · França                | 80kg      | Elena Ramona Andries · Roménia       | 75 kg     |
| Arremesso | Anaïs Michel · França        | 100 kg    | Monica Csengeri · Roménia            | 94 kg     | Şaziye Erdoğan · Turquia             | 90 kg     |
| Total     | Anaïs Michel · França        | 180 kg    | Monica Csengeri · Roménia            | 179 kg    | Elena Ramona Andries · Roménia       | 164 kg    |
| até 53 kg |                              |           |                                      |           |                                      |           |
| Arranque  | Joanna Łochowska · Polónia   | 86 kg     | Atenery Hernández · Espanha          | 86 kg     | Bediha Tunadağı · Turquia            | 84& kg    |
| Arremesso | Joanna Łochowska · Polónia   | 106 kg    | Ludmila Pankova · Bielorrússia       | 106 kg    | Atenery Hernández · Espanha          | 105 kg    |
| Total     | Joanna Łochowska · Polónia   | 192 kg    | Atenery Hernández · Espanha          | 191 kg    | Ludmila Pankova · Bielorrússia       | 189 kg    |
| até 58 kg |                              |           |                                      |           |                                      |           |
| Arranque  | Rebeka Koha · Letônia        | 95 kg     | Veronika Ivasiuk · Ucrânia           | 95 kg     | Natalia Khlestkina · Rússia          | 95 kg     |
| Arremesso | Natalia Khlestkina · Rússia  | 119 kg    | Rebeka Koha · Letônia                | 118 kg    | Sümeyye Kentli · Turquia             | 116 kg    |
| Total     | Natalia Khlestkina · Rússia  | 214 kg    | Rebeka Koha · Letônia                | 213 kg    | Mădălina Bianca Molie · Roménia      | 208 kg    |
| até 63 kg |                              |           |                                      |           |                                      |           |
| Arranque  | Loredana Toma · Roménia      | 100 kg    | Tatiana Aleeva · Rússia              | 98 kg     | Tima Turieva · Rússia                | 97 kg     |
| Arremesso | Loredana Toma · Roménia      | 126 kg    | Tatiana Aleeva · Rússia              | 125 kg    | Tima Turieva · Rússia                | 121 kg    |
| Total     | Loredana Toma · Roménia      | 226 kg    | Tatiana Aleeva · Rússia              | 223 kg    | Tima Turieva · Rússia                | 218 kg    |
| até 69 kg |                              |           |                                      |           |                                      |           |
| Arranque  | Anastasiia Romanova · Rússia | 112 kg    | Rebekah Tiler · Reino Unido          | 100 kg    | Mariya Khlyan · Ucrânia              | 99 kg     |
| Arremesso | Anastasiia Romanova · Rússia | 135 kg    | Anastasiya Mikhalenka · Bielorrússia | 130 kg    | Mariya Khlyan · Ucrânia              | 126 kg    |
| Total     | Anastasiia Romanova · Rússia | 247 kg    | Mariya Khlyan · Ucrânia              | 225 kg    | Anastasiya Mikhalenka · Bielorrússia | 225 kg    |
| até 75 kg |                              |           |                                      |           |                                      |           |
| Arranque  | Iryna Dekha · Ucrânia        | 120 kg    | Lydia Valentín · Espanha             | 115 kg    | Mariia Vostrikova · Rússia           | 113 kg    |
| Arremesso | Lydia Valentín · Espanha     | 137 kg    | Sona Poghosyan · Armênia             | 126 kg    | Mariia Vostrikova · Rússia           | 126 kg    |
| Total     | Lydia Valentín · Espanha     | 252 kg    | Mariia Vostrikova · Rússia           | 238 kg    | Sona Poghosyan · Armênia             | 227 kg    |
| até 90 kg |                              |           |                                      |           |                                      |           |
| Arranque  | Valentyna Kisil · Ucrânia    | 110 kg    | Diana Mstieva · Rússia               | 109 kg    | Tatev Hakobyan · Armênia             | 105 kg    |
| Arremesso | Diana Mstieva · Rússia       | 132 kg    | Valentyna Kisil · Ucrânia            | 130 kg    | Anna Van Bellinghen · Bélgica        | 127 kg    |
| Total     | Diana Mstieva · Rússia       | 241 kg    | Valentyna Kisil · Ucrânia            | 240 kg    | Tatev Hakobyan · Armênia             | 230 kg    |
| + 90 kg   |                              |           |                                      |           |                                      |           |
| Arranque  | Tatiana Kashirina · Rússia   | 137 kg    | Anastasiya Lysenko · Ucrânia         | 125 kg    | Krisztina Magát · Hungria            | 104 kg    |
| Arremesso | Tatiana Kashirina · Rússia   | 180& kg   | Anastasiya Lysenko · Ucrânia         | 152 kg    | Krisztina Magát · Hungria            | 130 kg    |
| Total     | Tatiana Kashirina · Rússia   | 317 kg    | Anastasiya Lysenko · Ucrânia         | 277 kg    | Krisztina Magát · Hungria            | 234& kg   |

## Quadro de medalhas
Quadro de medalhas no total combinado
| Ordem | País         | Medalha de ouro | Medalha de prata | Medalha de bronze | Total |
| ----- | ------------ | --------------- | ---------------- | ----------------- | ----- |
| 1     | Rússia       | 5               | 4                | 2                 | 11    |
| 2     | Roménia      | 2               | 3                | 2                 | 7     |
| 3     | França       | 2               | 0                | 0                 | 2     |
| 4     | Ucrânia      | 1               | 4                | 0                 | 5     |
| 5     | Armênia      | 1               | 1                | 3                 | 5     |
| 6     | Espanha      | 1               | 1                | 0                 | 2     |
| 6     | Turquia      | 1               | 1                | 0                 | 2     |
| 8     | Polónia      | 1               | 0                | 3                 | 4     |
| 9     | Geórgia      | 1               | 0                | 0                 | 0     |
| 9     | Itália       | 1               | 0                | 0                 | 1     |
| 11    | Bulgária     | 0               | 1                | 0                 | 1     |
| 11    | Letônia      | 0               | 1                | 0                 | 1     |
| 13    | Bielorrússia | 0               | 0                | 2                 | 2     |
| 14    | Albânia      | 0               | 0                | 1                 | 1     |
| 14    | Alemanha     | 0               | 0                | 1                 | 1     |
| 14    | Hungria      | 0               | 0                | 1                 | 1     |
| 14    | Lituânia     | 0               | 0                | 1                 | 1     |
| Total | Total        | 16              | 16               | 16                | 48    |